# 渦 (松本清張)

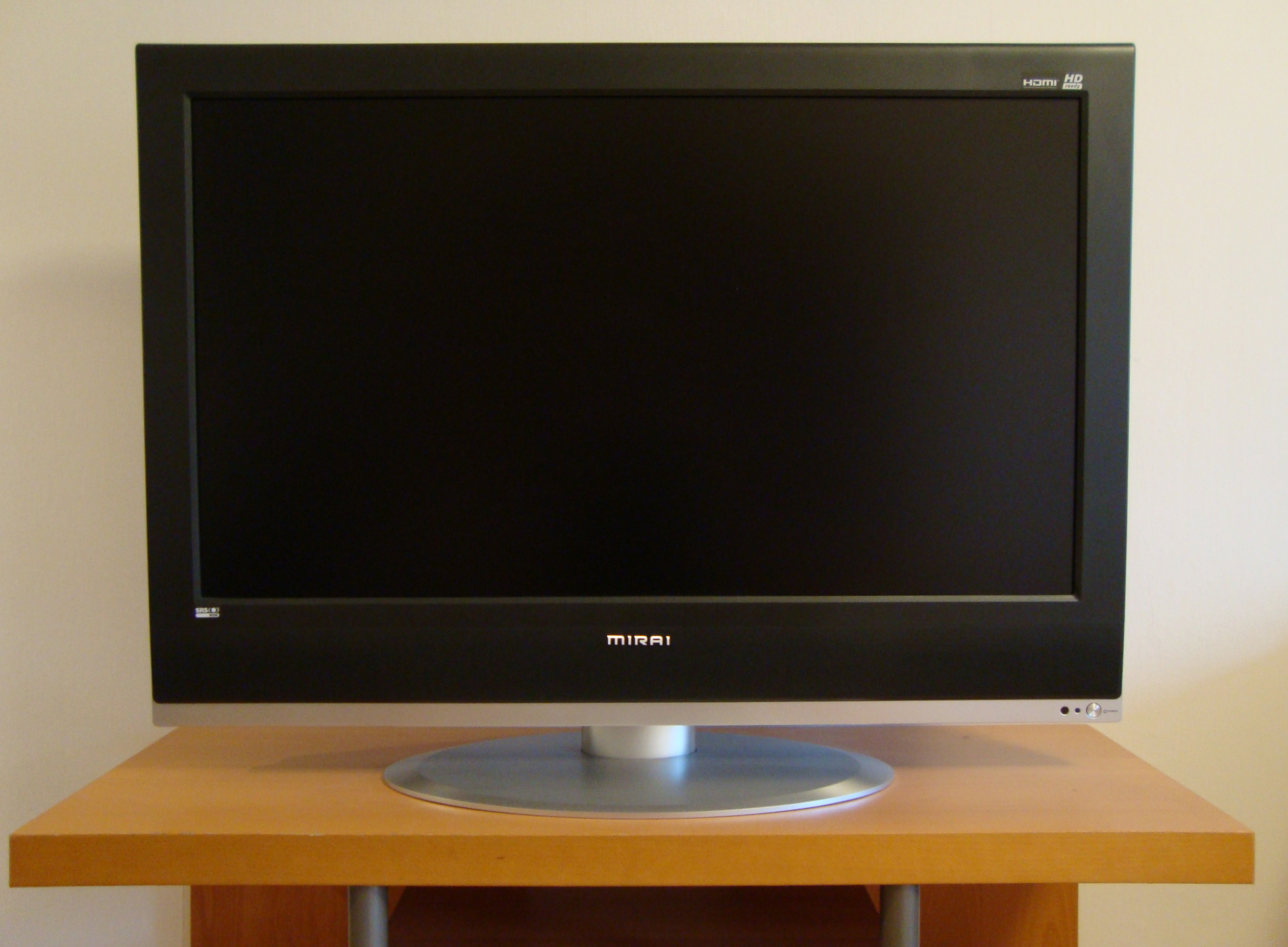
テレビ受像機

『渦』（うず）は、松本清張の長編推理小説。テレビの視聴率調査現場をモチーフに著者が構成したミステリー長編。「黒の線刻画」第2話として『日本経済新聞』に連載され（1976年3月18日 - 1977年1月8日付）、1977年11月に日本経済新聞社から刊行された。

## あらすじ
テレビ局関係者に大きな影響力を持ち、番組編成を左右している視聴率。しかし、実際、その集計は信用に値するものなのか？
視聴率調査の実体を探るため、劇団出入りの小山修三ら3人は、視聴率調査会社「TVスタディ」の監視を開始した。その結果、何度かの失敗を経て、集計現場の尻尾をつかまえる。ところが、間もなく、小山らの突き止めた回収員の女性が失踪し、さらに、TVスタディ社の実務担当者が退社し、姿を消してしまう。小山らは周辺の不審人物の動静を探るが、怪しい材料が次から次へと浮上し、なかなか真相が掴めない。果たして、事件に仕掛けられたトリックを見破ることはできるのか？

## 主な登場人物
小山修三
神田で喫茶店「シャモニー」を経営する傍ら、劇団「城砦座」に出入りしている。髭面。28歳。
羽根村妙子
鷗（かもめ）プロダクションで脚本のコピーなどの雑用をしている。ロングヘア。
平島庄次
鷗プロダクションの照明係。妻子を持つ中年。話の前置きが長い。
尾形恒子
視聴率調査のサンプル家庭をまわる回収員中、氏名の判明した一人。32歳。
長野博太
TVスタディ社管理課次長。34歳。
小高満夫
広告代理店「日栄社」の社員。32歳。
尾形良平
尾形恒子の夫。45歳。
古沢啓助
劇団「城砦座」の主宰者。
殿村竜一郎
鷗プロダクション代表。関西弁。
小山久美子
小山修三の妹。「シャモニー」のレジ係。

## エピソード
- ビデオリサーチ社長（当時）の森崎実は、本作の連載終了後にコメントを出し、作品中に描かれるサンプル回収員の尾行や買収に関する噂が実際に存在し、小説中の視聴率調査に関わる描写がだいたい事実であることを認めている[1]。
- 本作執筆のきっかけは、著者が未知の女性から受けた手紙であり、小説冒頭の手紙はその内容をほぼ反映したものであると著者は述べている[2]。

- 『黒の線刻画』の第二話が視聴率をテーマにしたものになると決まると、当時日本経済新聞の電波担当だった中川順が、東京12チャンネルの編成部長だった石光勝に「現場からみた視聴率の話をするように」と松本宅に行かせた。石光が持参した資料の中に、当時モニター世帯に置かれていた視聴率測定装置の記録テープがあり、このテープの回収にまつわるエピソードを話したところ、清張は非常に興味を持ち、一度では足らず日を改めて松本宅を訪れたという[3]。